# Hội đồng Quốc tế về Toán Công nghiệp và Ứng dụng
Hội đồng Quốc tế về Toán Công nghiệp và Ứng dụng, viết tắt theo tiếng Anh là ICIAM (International Council for Industrial and Applied Mathematics) là một tổ chức phi chính phủ, phi lợi nhuận quốc tế hoạt động trong lĩnh vực nghiên cứu toán học và ứng dụng công nghiệp.
ICIAM thành lập năm 1987 , là thành viên liên kết khoa học của Hội đồng Khoa học Quốc tế (ISC) , và của Hội đồng Quốc tế về Khoa học (ICSU) trước đây từ năm 2011.
Chủ tịch ICIAM từ năm 2019 là  Ya-xiang Yuan.

## Lịch sử
Năm 1984 Gene Golub tổ chức cuộc gặp mặt tại Paris đại diện 4 hiệp hội là GAMM, IMA, SIAM, và SMAI, đưa ra ý tưởng kết nối. Theo Iain Duff, một thành viên Ban chấp hành, thì ICIAM chính thức thành lập tại Đại hội sáng lập, năm 1987 tại Paris.
Tuy nhiên sự kiện này được ICSU coi là thành lập CICIAM (Committee for the International Conferences on Industrial and Applied Mathematics), còn thừa kế là ICIAM thành lập năm 1999 

## Hoạt động
CICIAM tổ chức Đại hội bốn năm một lần, với đại hội đầu tiên được tổ chức tại Paris năm 1987 .
Mục đích là để 
- Thúc đẩy công nghiệp và toán học ứng dụng quốc tế;
- Thúc đẩy sự tương tác giữa các thành viên xã hội và hỗ trợ các mục tiêu của các xã hội;
- Phối hợp lập kế hoạch cho các cuộc họp quốc tế định kỳ về toán học công nghiệp và ứng dụng.

| ICIAM     | Năm  | Tại        | Nhiệm kỳ  | Chủ tịch            |
| --------- | ---- | ---------- | --------- | ------------------- |
| ICIAM 10. | 2023 | Tokyo      | 2023-2027 |                     |
| ICIAM 9.  | 2019 | Valencia   | 2019-2023 | Ya-xiang Yuan       |
| ICIAM 8.  | 2015 | Bắc Kinh   | 2015-2019 | Maria J. Esteban    |
| ICIAM 7.  | 2011 | Vancouver  | 2011-2015 | Barbara Lee Keyfitz |
| ICIAM 6.  | 2007 | Zürich     |           |                     |
| ICIAM 5.  | 2003 | Sydney     |           |                     |
| ICIAM 4.  | 1999 | Edinburgh  |           |                     |
| ICIAM 3.  | 1995 | Hamburg    |           |                     |
| ICIAM 2.  | 1991 | Washington |           |                     |
| ICIAM 1.  | 1987 | Paris      |           |                     |